# Miracle Girl
『Miracle Girl』（ミラクル・ガール）は、永井真理子4枚目のアルバム。1989年5月24日にファンハウスから発売された。

## 概要
前作『大好き』から8か月での発売となる。初回プレス盤は40ページ・ブックレットが封入された。
同年10月1日にシングル発売された「ミラクル・ガール」（同月に放送開始されたテレビアニメ『YAWARA!』の初代オープニング主題歌）は収録されていない。同曲は、翌1990年発売の次作アルバム『Catch Ball』に収録された。
永野椎菜が作詞家としてデビューした作品であり、永野が作詞を手掛けた楽曲は全て辛島美登里が作曲している。永野は後に声優の高山みなみとのユニット・ES CONNEXIONとTWO-MIXを組むことになる。

## 収録曲
| 全編曲: 根岸貴幸。 |                              |                    |            |       |
| #                  | タイトル                     | 作詞               | 作曲       | 時間  |
| 1.                 | 「Time」                     | 亜伊林             | 馬場孝幸   | 3:40  |
| 2.                 | 「プリティ・ロックンロール」 | 浅田有理           | 北野誠     | 3:29  |
| 3.                 | 「そよ風のチャンピオン」     | 亜伊林             | 谷口守     | 3:57  |
| 4.                 | 「50/50（Fifty Fifty）」     | 永野椎菜           | 辛島美登里 | 3:56  |
| 5.                 | 「秘密の宝物」               | 永井真理子         | 谷口守     | 4:27  |
| 6.                 | 「Ready Steady Go!」         | 亜伊林             | 前田克樹   | 3:29  |
| 7.                 | 「市場へ行こう」             | 浅田有理           | 北野誠     | 3:31  |
| 8.                 | 「Bicycle Race」             | 永井真理子・亜伊林 | 西岡千恵子 | 3:55  |
| 9.                 | 「悲しまないで」             | 亜伊林             | 谷口守     | 3:54  |
| 10.                | 「Keep On "Keeping On"」     | 永野椎菜           | 辛島美登里 | 4:37  |
| 合計時間:          | 合計時間:                    | 合計時間:          | 合計時間:  | 38:55 |

### 解説
1. Time
同年7月公開の映画『ガンヘッド』主題歌に使用され、その際に「Song for GUNHED」というサブタイトルが付け加えられシングルカットされた。
2. プリティ・ロックンロール
3. そよ風のチャンピオン
4. 50/50（Fifty Fifty）
永野椎菜・高山みなみが在籍したユニット・ES CONNEXIONが1994年発売アルバム『RHYTHMIX』にてセルフカバー。
5. 秘密の宝物
6. Ready Steady Go!
日本エアシステム '89 夏 沖縄・コーラルアイランド キャンペーンCMソング
7. 市場へ行こう
8. Bicycle Race
9. 悲しまないで
「Ready Steady Go!」のc/w曲
TBS系『オイシーのが好き!』主題歌
10. Keep On "Keeping On"
辛島美登里がアルバム『BEAUTIFUL』（1993年）、TWO-MIXが『RHYTHM FORMULA』（1999年）に「KEEP ON "KEEPING ON" CUSTOM」としてそれぞれセルフカバー。